# La Chapelle-Saint-Florent

La Chapelle-Saint-Florent este o comună în departamentul Maine-et-Loire, Franța. În 2009 avea o populație de 1,250 de locuitori.